# Amauris uganda
Amauris uganda är en fjärilsart som beskrevs av Talbot 1940. Amauris uganda ingår i släktet Amauris och familjen praktfjärilar. Inga underarter finns listade i Catalogue of Life.